# Terrícola
La palabra terrícola, que significa "de la Tierra", se refiere a una entidad de origen terrestre o un habitante de la Tierra. Fue acuñada por los escritores de ciencia ficción para expresar un tono desdeñoso usado por extraterrestres refiriéndose a las criaturas de la tierra (generalmente en referencia a los seres humanos).
Algunos, tales como Hugo de Garis, hacen la distinción entre aquellos que desean dejar la Tierra o destruirla, que aunque pueden ser de origen terrestre, de hecho no son terrícolas. Él define a un terrícola en oposición política a un Cosmista —donde este último es aquel que desea construir inteligencia artificial más allá de las capacidades humanas y abandonar la Tierra.
Esta distinción parece ser derivada de los primeros usos del término "terrícola" por muchos autores de ciencia ficción, como sinónimo de terráqueo, humano, o terrestre —notablemente en el contexto de encuentros de extraterrestres con seres humanos. Es particularmente útil en contextos —tal como sucede en la mayoría de programas populares de ficción en la televisión— donde aparecen seres humanos o seres semihumanos de otros planetas, requiriendo un término para los habitantes de la tierra que sea más específico que "ser humano". Este uso esta probablemente relacionado con marciano, el término para los nativos de Marte.
En ocasiones se utilizan los términos terrícola y terrestre a manera de broma, cuando los alienígenas no pueden diferenciar a los seres humanos de otras altamente activas (y posiblemente cognoscitivas) entidades terrestres, por ejemplo perros, monos, ballenas, y ocasionalmente automóviles. Por ejemplo, en la película Star Trek IV: The Voyage Home, una nave alienígena que busca ballenas para conversar, causando un tremendo daño a la Tierra, y debido a que las ballenas están extintas hace mucho tiempo, no puede encontrar ningún espécimen, por lo que incrementa su volumen para obtener una respuesta. En visitas previas, los alienígenas reconocieron a estas (y no a los seres humanos) como la especie más digna para entablar comunicación. Un tema similar fue expresado en "Visita a un pequeño planeta", donde los extraterrestres que visitaron la Tierra estaban convencidos de que esta era gobernada por coches, con parásitos humanos dentro de ellos.
El término Terran (inglés para terrícola) tiene usos específicos en algunas historias de ciencia ficción. Por ejemplo:
- En el juego de computadora StarCraft, terran es la especie de los seres humanos, algunos con capacidades psiónicas, a diferencia de las especies Zerg y Protoss.
- 'Terran' es una de las razas del juego Planetarion. En el juego, las naves terran son lentas, pero son poderosas y están altamente protegidas.
- La confederación Terran es el gobierno humano en la serie Wing Commander y también en StarCraft.
- En la novela Tropas del espacio, de Robert Heinlein, la Terran Federation es el gobierno humano.
- El Imperio Terrícola es el gobierno humano en el universo paralelo descubierto por James T. Kirk en el episodio: Espejo, espejo; de Star Trek.
- Terrícola también es un término usado casi exclusivamente para referirse a los humanos en el juego de computadora Freespace.
- Ocasionalmente se introduce algún término totalmente diferente en lugar de Terrícola: por ejemplo, en el universo de Stargate, los seres humanos de la tierra son los Tau'ri (un término que contiene alguna similitud fonética con Terrícola). En el juego de estrategia Imperium Galactica, los seres humanos son llamados solarians —una referencia al nombre de nuestro Sol.